# Carlos Duarte (Komponist)
Carlos Duarte (* 1. Juni 1957 in Caracas; † 13. April 2003 ebenda) war ein venezolanischer Komponist und Pianist.

## Leben
Duarte hatte seinen ersten Klavierunterricht bei Gerty Haas und trat im Alter von elf Jahren erstmals öffentlich auf. Fünf Jahre später folgte sein Debüt mit großem Orchester, dem Orquesta Sinfónica Venezuela, wobei er seine Komposition Microcóm für Klavier und Orchester aufführte.
Er setzte seine Klavierstudien bei Marek Jablonski in Montreal, Elizabeth Westerkamp in Buenos Aires, Jorge Bolet und Alfonso Montecino an der Indiana University, Madeleine Malraux und Magda Tagliaferro in Paris und Maria Curcio in London fort.
Duarte trat mit international bedeutenden Orchestern auf. Zu seinem Repertoire zählten Werke zeitgenössischer Komponisten wie Alfred Schnittke, Andrzej Panufnik, Henryk Górecki, Aaron Copland, André Jolivet und Blas Emilio Atehortúa. 1980 wurde er beim Internationalen Klavierwettbewerb in München ausgezeichnet, 1989 erhielt er als Pianist den venezolanischen Preis der Musikkritik.
Er wirkte in Caracas als Professor an der Universidad Simón Bolívar und war Pianist des Orquesta Sinfónica Municipal. 
Neben Klavierwerken komponierte Duarte mehrere Schauspielmusiken sowie ein Requiem. Er erhielt dreimal den Nationalpreis für Komposition.

## Werke
- Variacionesa Paganini für Klavier, 1974
- 2 Klavierstücke
- Varaiciones Mühlbauer
- Microcom für Klavier und Orchester, 1974
- D’Apre Dante et Passolini (a Martha Argerich)
- Ludios für Klavier und Orchester
- Mara für Klavier
- Canciones Bofill für Klavier
- Suite Jav&Jos für Klavier, Schauspielmusik
- Dos Piezas inspiradas en Poemas de Rafael Cadenas für Klavier und Stimme
- Sinfonietta "La Mar" für Klavier und Orchester
- Suite de los Silencios nach Gedichten von José Antonio Ramos Sucre für Klavier
- Concierto de la Cancion Triste für Klavier, Streicher und Mezzosopran (für Aida Navarro)
- La Misión für Klavier
- De la Canción Triste für Klavier
- Nocturno für Klavier (für Guillermo Veloz)
- De la Mujer de Espaldas für Klavier
- De Amor y Muerte, Konzert für zwei Klaviere und Orchester
- Quinteto de Fin de Siglo für Klavier und Streichquartett, 1999
- El ultimo Minotauro, Schauspielmusik
- Clitemnestra, Schauspielmusik
- Seis Pietas para Piano solo
- Dos Piezas para Piano solo
- Requiem para un Idiota für Klavier, Chor, acht Klarinetten, acht Kontrafagotte und acht Kontrabässe, 2002

| Personendaten    | Personendaten                         |
| ---------------- | ------------------------------------- |
| NAME             | Duarte, Carlos                        |
| KURZBESCHREIBUNG | venezolanischer Komponist und Pianist |
| GEBURTSDATUM     | 1. Juni 1957                          |
| GEBURTSORT       | Caracas                               |
| STERBEDATUM      | 13. April 2003                        |
| STERBEORT        | Caracas                               |